# Hemiceras variegata
Hemiceras variegata är en fjärilsart som beskrevs av Paul Dognin 1923. Hemiceras variegata ingår i släktet Hemiceras och familjen tandspinnare. Inga underarter finns listade i Catalogue of Life.